# Wildstylez
Wildstylez, (Veenendaal, 7 januari 1983) is de artiestennaam van de Nederlandse hardstyle-dj en muziekproducer Joram Metekohy. Met de alias 'Seizure' heeft Metekohy verschillende tracks uitgegeven voor hij als Wildstylez in 2007 zijn eerste solo-uitgave uitbracht via het Scantraxx-sublabel 'Scantraxx Reloaded'. In 2010 begon Wildstylez, in samenwerking met Noisecontrollers, het platenlabel 'Digital:Age'. Nadat hij gestopt was met het uitbrengen van muziek via 'Digital:Age', verscheen werk van hem bij Q-Dance Records en bracht hij ook veel gratis nummers uit via de sociale media. In 2013 richtte Wildstylez zijn eigen hardstylelabel 'Lose Control Music' op onder het moederlabel 'Be Yourself Music'. Tegenwoordig brengen hij en Max Enforcer hun muziek uit via 'Lose Control Music'.
In de loop van zijn carrière als hardstyle-artiest heeft Metekohy veel samengewerkt en duo's gevormd met andere hardstyle-artiesten, onder meer de invloedrijke Project One samen met Headhunterz in 2008. Ook heeft hij samengewerkt met Brennan Heart, Noisecontrollers, The Prophet, Ran-D, Alpha², Max Enforcer, D-Block & S-te-Fan en Niels Geusebroek.

## Carrière

### 2004-2008
Joram Metekohy begon met het maken van hardstyle met Ruben Hooyer in 2004 onder de bijnaam 'Seizure'. Ze brachten samen veel werk uit op verschillende labels, zoals Sys-X Records, Blutonium Records, StraightOn Recordings en Scantraxx. In 2006 werd hij geïntroduceerd bij Scantraxx en begon hij samen te werken met Alpha² onder de naam 'Outsiders'. Werk van dat project is uitgebracht op het Scantraxx-sublabel 'Paint it Black'. Eind 2007 had Joram Metekohy had zijn eerste solo-uitgave als Wildstylez, 'Life'z A Bitch / Missin', op het Scantraxx-sublabel 'Scantraxx Reloaded' (beheerd door Headhunterz).

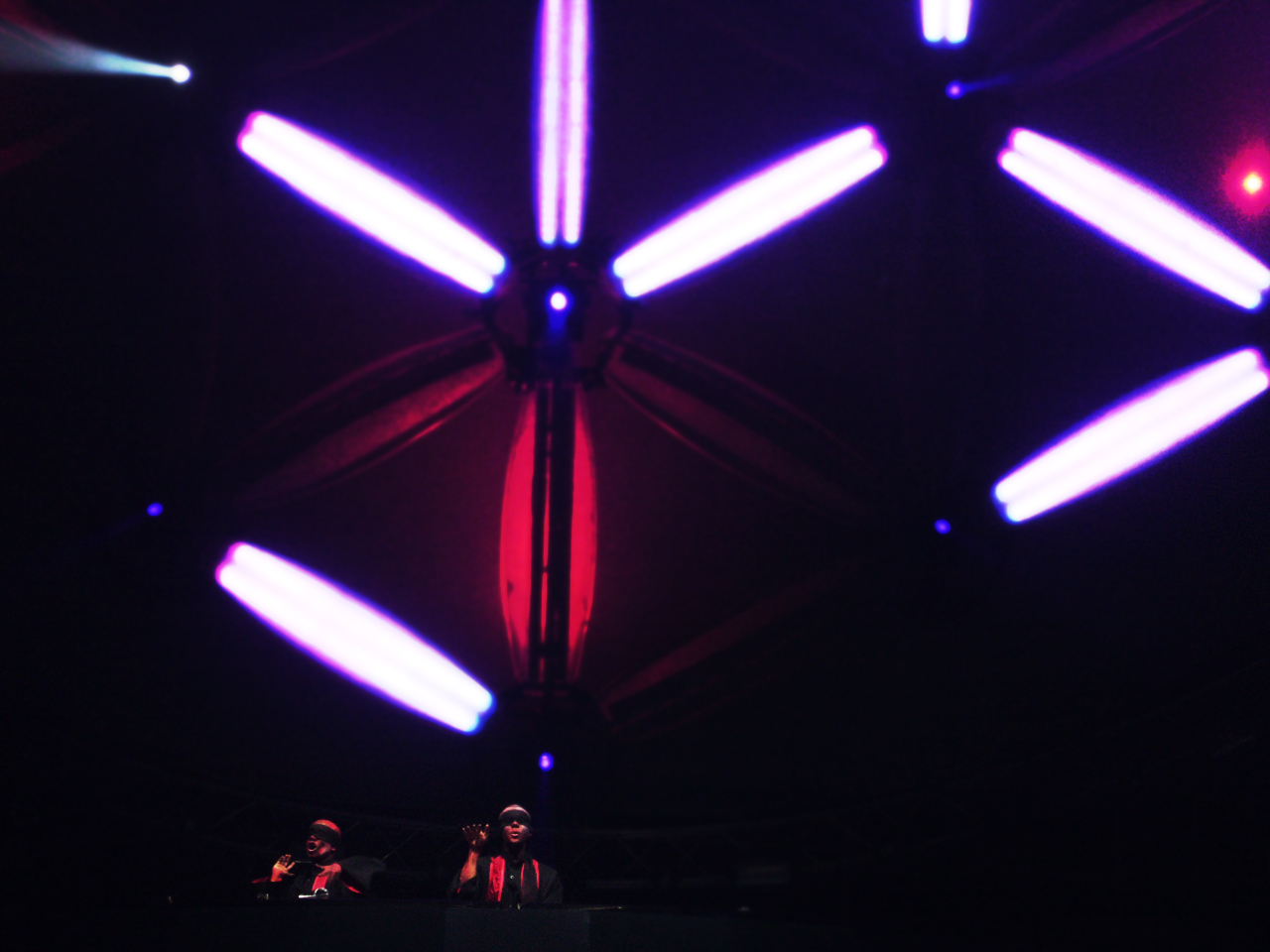
Project One op Qlimax 2008

2008 zou het jaar van de doorbraak zijn voor Wildstylez. Hij bracht veel werk uit onder diverse Scantraxx-sublabels, zoals 'Silver', 'Special' en 'Reloaded', en uiteindelijk ook onder het hoofdlabel. Dit was ook het jaar van zijn eerste samenwerking met een van de populairste opkomende hardstyle-artiesten, 'Scantraxx Reloaded'-stichter Headhunterz. Hun eerste uitgave 'Blame It On the Music / Project 1' in het begin van 2008 bleek een succes te zijn en vormde de aanleiding voor een nieuw project en zelfs een debuutalbum voor het duo, Project One. In drie maanden met ongeveer een nummer per week, hadden Headhunterz en Wildstylez hun album van 13 nummers af, 'Headhunterz & Wildstylez Present: Project One'. Het album debuteerde in 2008 op de Q-Dance-evenementen 'in Qontrol' en 'Defqon.1', en werd zowel digitaal als in cd-vorm op 25 juli 2008 uitgebracht. Project One werd zeer geapprecieerd in de hardstylewereld met de tracks 'Life Beyond Earth', 'The Art of Creation', 'The Story Unfolds', 'Best of Both Worlds' en 'Fantasy or Reality', die het goed deden op de dansvloer. Het album was de doorslaggevende factor waardoor hardstyle in de jaren erna ingenomen zou worden met een mix van op synth gebaseerde melodieën en veel gebruikte pitched kicks. Een Project One-toer volgde met zes volledige albumsamplers en een remixsampler, alle verschenen bij Scantraxx Reloaded.

### 2009-2011
In 2009 zag men Wildstylez weggaan van 'Project One' om zijn eigen Wildstylez-geluid te verbeteren met veel goed ontvangen solo-uitgaven, zoals 'Muzic or Noize', 'Phantom Beat' of 'Single Sound'. Ook kwam er een nog altijd zeer populaire plaat uit: Headhunterz & Wildstylez vs. Noisecontrollers - 'Tonight'. In 2013 werd Tonight als 2e gestemd in de 'Q-dance Harder Styles top 1000'. Ook was er in 2010 sterk solowerk van verschillende Scantraxx-sublabels, zoals 'A Complex Situation' op 'Scantraxx Reloaded', het experimentele 'Feedback' op 'Scantraxx Silver', een samenwerking met DJ Isaac genaamd 'Lost in Music' uitgebracht op 'Scantraxx Special' en zijn eerste verschijning op het gloednieuwe gevormde 'A² records' samen met de oude bekende Alpha² voor hun track 'Atrocious'. Wildstylez produceerde ook 'No Time to Waste' voor het Q-Dance hardstyle Festival Defqon.1. 'No Time to Waste' was oorspronkelijk vergezeld van een hardcore en dubstyle remix bij de uitgave.
In 2010 verliet Wildstylez Scantraxx, om vervolgens samen met Noisecontrollers een nieuw hardstylelabel te starten genaamd 'Digital:Age'. Zowel Wildstylez als Noisecontrollers voelden dat ze hun label moesten verlaten om hun carrière naar een hoger niveau te tillen.

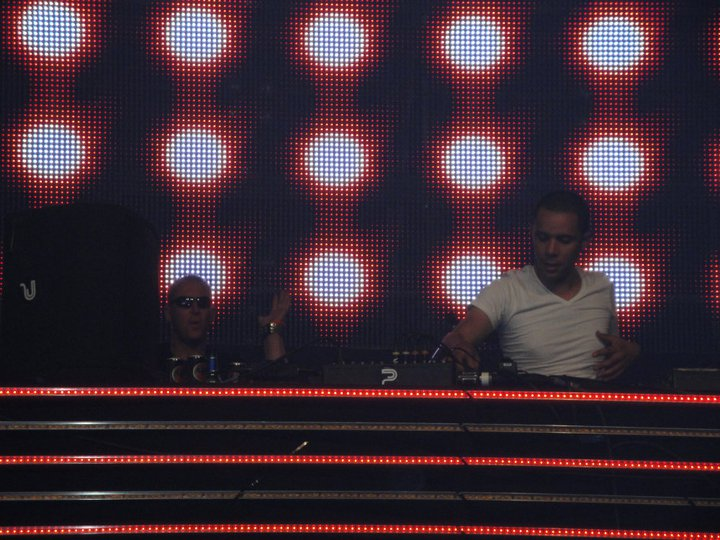
Wildstylez performing at Intents Festival, 2011

2011 zagen de eerste twee Digital:Age-uitgaven van zowel Wildstylez en Noisecontrollers, getiteld 'A Different Story' en 'Stardust' het licht. Na dit heeft Wildstylez vier solo tracks uitgebracht op Digital:Age, 'Huh?', 'Back to Basics', 'Lonely' en 'Into the Light'. In 2012 produceerde Wildstylez zowel de Nederlandse en Australische Defqon.1-anthems. Het Nederlandse anthem, 'World of Madness', was alweer een samenwerking met Headhunterz & Noisecontrollers.

### 2012 tot heden
In 2012 bracht Wildstylez zijn laatste muziek uit bij Digital:Age en ook verscheen werk van hem bij andere labels zoals A² Records, Brennan Heart Music, Q-Dance Records en een collectie van zelf uitgebrachte gratis tracks via sociale media. De bekendste uitgave hiervan is 'David Guetta - Wild Ones (Wildstylez Bootleg)'. Zijn 2012 track met de zanger Niels Geusebroek, 'Year of Summer', bracht Wildstylez in de mainstream dancewereld in Nederland en bereikte de platinum status en kreeg dagelijkse airtime op Nederlandse radiostations. In 2012 was er ook het populaire dansvloernummer 'Lose My Mind' in samenwerking met Brennan Heart, de videoclip is de meest bekeken video op Brennan Hearts' YouTubekanaal. Op 20 januari 2013 ontving Wildstylez als eerste hardstyle-artiest ooit een gouden plaat voor Year of Summer. In het begin van 2013 bevestigde Scantraxxmanager Rudy Peters dat Wildstylez inderdaad Scantraxx had verlaten na vijf jaar. In januari 2013 had Wildstylez de kans om zijn eigen X-Qlusive te hosten. X-Qlusive: Wildstylez, gehouden op de 19e januari in de Heineken Music Hall in Nederland, was een volledig uitverkocht evenement. Er traden verschillende hardstyle-artiesten op, zoals Noisecontrollers, Headhunterz en Alpha² op de line-up.
Eind 2013 stichtte Wildstylez zijn eigen platenlabel, genaamd 'Lose Control Music'. Het hardstylelabel was gevormd in samenwerking met 'Be Yourself Music', een dance gerelateerd label en bedrijf. Wildstylez ging verder met zijn trend van artiesten die connecties hebben met 'Be Yourself Music', die ook recent dezelfde relaties hadden met de populaire hardstyle-artiesten Frontliner en Brennan Heart. Zijn eerste release op het label was de single 'Lights Go Out'. In 2014 bleef hij verder tracks uitbrengen via 'Lose Control Music'. Op 12 juni 2015 kwam het eerste solo-album van Wildstylez genaamd 'Lose Control' uit. Hierop staan onder andere samenwerkingen met populaire hardstyle-artiesten Noisecontrollers, Brennan Heart en Audiotricz op.

## Discografie

### Albums
| Uitgave                                        | Alias       | Label              | Jaar | Opmerkingen                  |
| ---------------------------------------------- | ----------- | ------------------ | ---- | ---------------------------- |
| Headhunterz & Wildstylez presents: Project One | Project One | Cloud 9 Music      | 2008 | Samenwerking met Headhunterz |
| Lose Control                                   | Wildstylez  | Lose Control Music | 2015 |                              |

Lose Control
| Titel                                   | Artiest                       |
| --------------------------------------- | ----------------------------- |
| Get Down                                | Wildstylez                    |
| Crashtest                               | Wildstylez                    |
| One (feat. E-Life & Noah Jacobs)        | Wildstylez                    |
| Roots                                   | Wildstylez                    |
| Perfect Love                            | Wildstylez & Demi Kanon       |
| Every Step I Take (feat. Bright Lights) | Wildstylez                    |
| Play My Record                          | Wildstylez                    |
| Turn The Music Up                       | Wildstylez & Audiotricz       |
| Lies or Truth                           | Wildstylez & Brennan Heart    |
| Santiago                                | Wildstylez                    |
| Ready To Go (feat. DV8 Rocks)           | Wildstylez & DJ Zany          |
| Take Control                            | Wildstylez & Noisecontrollers |
| Forever (TNT Remix)                     | Wildstylez                    |
| Let The Bass Go (feat. MC Villain)      | Wildstylez                    |

### Singles
| Single met eventuele hitnotering(en) in de Nederlandse Top 40 | Datum van verschijnen | Datum van binnenkomst | Hoogste positie | Aantal weken | Opmerkingen                                                      |
| ------------------------------------------------------------- | --------------------- | --------------------- | --------------- | ------------ | ---------------------------------------------------------------- |
| World of madness                                              | 2012                  | -                     |                 |              | met Headhunterz & Noisecontrollers / Nr. 98 in de Single Top 100 |
| Lose my mind                                                  | 2011                  | -                     |                 |              | met Brennan Heart / Nr. 63 in de Single Top 100                  |
| Year of summer                                                | 2012                  | 01-12-2012            | 3               | 23           | met Niels Geusebroek / Nr. 2 in de Single Top 100                |
| Earth meets water (Wildstylez remix)                          | 2013                  | 01-06-2013            | 32              | 4            | met Rigby                                                        |
| Falling to forever                                            | 2014                  | 26-07-2014            | tip15           | -            | met Noah Jacobs                                                  |

### Overige singles
| Uitgave                                                  | Alias                                         | Label                  | Jaar |
| -------------------------------------------------------- | --------------------------------------------- | ---------------------- | ---- |
| Rock The Sure Shot / Fucked                              | Seizure                                       | Blutonium Records      | 2004 |
| Drop The Beats Out / Motherfucker / Sick MF (Remix)      | Seizure                                       | Sys-X Records          | 2006 |
| Clubbin' / K.Y.H.U.                                      | Wildstylez                                    | Scantraxx Records      | 2007 |
| Life'z A Bitch / Missin'                                 | Wildstylez                                    | Scantraxx Reloaded     | 2007 |
| Blame It On The Music / Project 1                        | Headhunterz vs. Wildstylez                    | Scantraxx Reloaded     | 2008 |
| Life Beyond Earth / The Zero Hour                        | Project One (Headhunterz & Wildstylez)        | Scantraxx Reloaded     | 2008 |
| The Art Of Creation / Numbers                            | Project One (Headhunterz & Wildstylez)        | Scantraxx Reloaded     | 2008 |
| The World Is Yours / Halfway There                       | Project One (Headhunterz & Wildstylez)        | Scantraxx Reloaded     | 2008 |
| Fantasy Or Reality / It's A Sine                         | Project One (Headhunterz & Wildstylez)        | Scantraxx Reloaded     | 2008 |
| Best Of Both Worlds / Rate Reducer                       | Project One (Headhunterz & Wildstylez)        | Scantraxx Reloaded     | 2008 |
| The Story Unfolds / Raiders Of The Sun                   | Project One (Headhunterz & Wildstylez)        | Scantraxx Reloaded     | 2008 |
| Cold Rockking / Alive!                                   | The Prophet Feat. Wildstylez                  | Scantraxx Silver       | 2008 |
| Revenge / Truth                                          | Wildstylez                                    | Scantraxx              | 2008 |
| Pleasure / LDMF (Wildstylez RMX)                         | Wildstylez                                    | Scantraxx              | 2008 |
| Muzic Or Noize / The Moon                                | Wildstylez                                    | Scantraxx Reloaded     | 2009 |
| Rmxz_001                                                 | Project One (Headhunterz & Wildstylez)        | Scantraxx Reloaded     | 2009 |
| Tonight / Famous                                         | Headhunterz & Wildstylez vs. Noisecontrollers | Scantraxx Reloaded     | 2009 |
| The Phantom Beat / Single Sound                          | Wildstylez                                    | Scantraxx Silver       | 2009 |
| Push That Feeling / K.Y.H.U. (Noisecontrollers RMX)      | Wildstylez                                    | Scantraxx              | 2009 |
| Spin That Shit                                           | Frontliner & Wildstylez                       | Scantraxx Special      | 2009 |
| Atrocious                                                | Alpha² & Wildstylez                           | A² Records             | 2010 |
| In & Out / Revenge (Technoboy RMX) / A Complex Situation | Wildstylez                                    | Scantraxx Reloaded     | 2010 |
| No Time To Waste (Defqon.1 2010 Anthem)                  | Wildstylez                                    | Q-Dance                | 2010 |
| Lost In Music                                            | Wildstylez & Isaac                            | Scantraxx Special      | 2010 |
| Feedback / Delay Distortion                              | Wildstylez                                    | Scantraxx Silver       | 2010 |
| A Different Story                                        | Wildstylez & Noisecontrollers                 | Digital Age            | 2011 |
| Stardust                                                 | Noisecontrollers & Wildstylez                 | Digital Age            | 2011 |
| Huh?                                                     | Wildstylez                                    | Digital Age            | 2011 |
| Back 2 Basics                                            | Wildstylez                                    | Digital Age            | 2011 |
| Into The Light                                           | Wildstylez                                    | Digital Age            | 2011 |
| Lose My Mind                                             | Wildstylez & Brennan Heart                    | Brennan Heart Music    | 2012 |
| World of Madness (Defqon 1 2012 Anthem)                  | Wildstylez & Headhunterz & Noisecontrollers   | Q-Dance                | 2012 |
| Year of Summer                                           | Wildstylez ft. Niels Geusebroek               | Q-Dance                | 2012 |
| True Rebel Freedom (DefQon.1 Australia 2012 Anthem)      | Wildstylez                                    | Q-Dance                | 2012 |
| Every Teardrop is A Waterfall (Wildstylez Remix)         | Coldplay, Wildstylez                          | Scantraxx              | 2012 |
| Timeless / Soundstorm / Forever!                         | Wildstylez                                    | Q-Dance                | 2013 |
| Lights Go Out                                            | Wildstylez & Cimo Fränkel                     | Lose Control Music     | 2013 |
| Lose Control                                             | Wildstylez & Max Enforcer ft. Frankie McCoy   | Lose Control Music     | 2013 |
| Legacy (Wildstylez Remix)                                | Krewella, Nicky Romero, Wildstylez            | Lose Control Music     | 2013 |
| Back To History                                          | Wildstylez ft. Cimo Fränkel                   | Lose Control Music     | 2014 |
| No Time To Waste                                         | Wildstylez                                    | Q-Dance Records        | 2014 |
| Cats, Jets & Breaks                                      | Wildstylez & Noisecontrollers                 | Lose Control Music     | 2014 |
| This Is Home                                             | Wildstylez & Coone ft. Cimo Fränkel           | Lose Control Music     | 2014 |
| Falling to Forever                                       | Wildstylez ft. Noah Jacobs                    | Lose Control Music     | 2014 |
| Turn The Music Up!                                       | Wildstylez ft. Audiotricz                     | Armada Music B.V.      | 2015 |
| Black(Wildstylez Remix)                                  | MAKJ, Thomas Newsom, Wildstylez               | Protocol Recordings BV | 2015 |

### NPO Radio 2 Top 2000
| Nummer met noteringen in de NPO Radio 2 Top 2000 | '14  | '15-'22 | '23  | '24  |
| ------------------------------------------------ | ---- | ------- | ---- | ---- |
| Year of Summer (met Niels Geusebroek)            | 1109 | -       | 1756 | 1207 |

1. ↑  Een '-' betekent dat het nummer niet was genoteerd en een vetgedrukt getal geeft de hoogste notering aan.
2. ↑  2014 was het eerste jaar met een notering voor dit nummer.